# Репьяхов яр
Репьяхо́в яр (укр. Реп'яхі́в яр) — местность в Киеве, соединяющая Лукьяновку (улицы Ильенко, Герцена) с Куренёвкой (Кирилловская улица). Название происходит от растительности — здесь произрастало большое количество репьяков (репейника).
Частично заселён с конца XIX века, в нём проложены одноимённые спуск (теперь Врубелевский) и переулок (теперь не существует), Новомакарьевская улица, спуск Герцена (теперь дорога без названия).